# Christoph Wilhelm von Nimschewski
Christoph Wilhelm Friedrich von Nimschewski, auch Nimschewsky, (* 16. Juni 1718 in Ostpreußen; † 10. Oktober 1764 in Glatz) war ein preußischer Oberst. 

## Leben
Nimschewski begann seine Laufbahn als Leibpage bei Friedrich II. Von seinen Fähigkeiten und Talenten überzeugt, überwies ihn der König 1746 als Leutnant an das Infanterieregiment Nr. 33. Noch im selben Jahr avancierte er zum Stabskapitän und im November 1748 zum wirklichen Kapitän. Im Juni 1756 erhielt Nimschewski ein Grenadierbataillon, dass aus Grenadierkompanien der Regimenter Nr. 33 und Nr. 42 zusammengesetzt war. Gleichzeitig wurde er zum Major befördert. Am 26. Juni 1758 erhielt Nimschewski den Orden Pour le Mérite, nachdem er sich bei einem Überfall der Österreicher auf das preußische Lager in Wusterwitz unweit Olmütz ausgezeichnet hatte. Im Februar 1760 erfolgte sein Beförderung zum Oberstleutnant und 1762 schließlich die zum Brigadeoberst. Er war Kommandeur des Infanterieregiments Nr. 33 und schlussendlich Kommandant der Festung Glatz.
Im Siebenjährigen Krieg wurde er bei Kolin verwundet und kämpfte auch bei Liegnitz. Vor Olmütz wurde das Dragonerregiment „Bayreuth“ durch sein Bataillon unterstützt.
Nimschewski vermählte sich 1753 in Glatz mit Henriette Auguste Wilhelmine de la Motte Fouqué (1729–1790), Tochter des Generals Heinrich August de la Motte Fouqué. Aus dieser Ehe ging wenigstens eine Tochter hervor:
- Dorothea Wilhelmine (1757–1808), ⚭ 1775 Christoph Wilhelm Kaspar Friedrich von Klitzing (1754–1811), Erbherr auf Dermerthin, Ritterschaftsdirektor